# Karoowia salazinica
Karoowia salazinica är en lavart som beskrevs av Hale. Karoowia salazinica ingår i släktet Karoowia och familjen Parmeliaceae.   Inga underarter finns listade i Catalogue of Life.